# Peter Ludwig Mejdell Sylow
Peter Ludwig Mejdell Sylow (Christiania, atual Oslo, 12 de dezembro de 1832 – Christiania, 7 de setembro de 1918) foi um matemático norueguês, que publicou trabalhos fundamentais sobre teoria dos grupos.

## Biografia
Sylow estudou na Universidade de Oslo, ganhando em 1853 uma competição de matemática. Nos anos de 1858 a 1898 foi professor na escola de Fredrikshald. Em 1862 em tempo parcial docente na Universidade de Oslo, onde lecionou teoria de Galois.
Os três teoremas de Sylow, denominados em sua memória, foram provados por ele em 1872.
Em parceria com Sophus Lie editou entre 1873 e 1881 as obras de Niels Henrik Abel. De acordo com Lie, Sylow foi responsável pela maior parte do trabalho.
Em 1883 foi eleito membro correspondente da Academia de Ciências de Göttingen.
Em 1894 Sylow foi editor do periódico Acta Mathematica e recebeu um doutorado honoris causa da Universidade de Copenhague. Lie fundou em 1898 para Sylow uma cátedra na Universidade de Oslo.